# Chaenothecopsis savonica
Chaenothecopsis savonica är en lavart som först beskrevs av Räsänen, och fick sitt nu gällande namn av Tibell. Chaenothecopsis savonica ingår i släktet Chaenothecopsis och familjen Mycocaliciaceae.  Arten är reproducerande i Sverige. Inga underarter finns listade i Catalogue of Life.